# Pentik
Pentik ist ein finnisches Unternehmen, das Einrichtungsmaterialen, Geschirr und Kochprodukte herstellt. Das Unternehmen betätigt sich auf einer internationalen Ebene. 2003 wurde dem Unternehmen vom finnischen Arbeitsministerium die Auszeichnung Guter Arbeitgeber verliehen. Pentik wurde im Jahr 2007 zum Unternehmen des Jahres in Finnland gewählt. Im Jahr 2007/2008 erhielten sie den Global Innovator Award (gia Award) der International Housewares Association.

## Unternehmensgeschichte
Pentik, die Porzellanfabrik nahm im Jahr 1971 ihren Anfang in Anu Pentiks  Leder- und Keramikenhobbys. Der Betrieb des Unternehmens begann zunächst im Kinderzimmer und Keller im Haus der Familie Pentik.  Im nächsten Jahr wurde eine Keramikwerkstatt gebaut, gleich nebenan folgten Café und Geschäft. Die Gebäude wurden später ein Kulturzentrum, Pentik-mäki. Im Jahr 1974 wurde in Posio die bis heute nördlichste Keramikfabrik der Welt eröffnet, gleichzeitig mit neuem Lederatelier und Ausstellungsraum. In der Region Posio ist Pentik heute der größte Arbeitgeber. Der erste Laden wurde im Jahr 1976 in Helsinki eröffnet. Dieser Laden wurde bald bekannt als Einkaufsmöglichkeit für hochwertige Design-Lederprodukte.

## Pentik heute
Pentik ist eine internationale Einrichtungsladenkette. Das Unternehmen hat über 80 Läden in Finnland, Norwegen und Schweden und Russland. Pentik designt mit seiner eigenen Handelsmarke vielseitige Kollektionen zusammen mit ausgewählten Kooperationspartnern aus der ganzen Welt. Zusammen mit der Pentiks Basiskollektion erscheinen vier Mal im Jahr wechselnde Saisonkollektionen, die vielseitige Produkte für Einrichtung und Haushalt bieten.
Die eigene Keramikfabrik des Unternehmens befindet sich in Posio, in Finnisch-Lappland. In der Fabrik werden über eine Million Keramikprodukte im Jahr produziert.  Für das Unternehmen arbeiten derzeit über 300 Personen, im Jahr 2008 belief sich Pentiks Umsatz auf über 35,3 Millionen Euro.

## Produkte
Pentik stellt verschiedene Geschirr-, Glas- und Kochprodukte her. Zur Geschirrserie gehören zum Beispiel Teller, Trinkgläser und Schüsseln. Jede Serie hat ihren eigenen Namen. Die Glasserie enthält Weingläser, Vasen und Kannen. Besteck, Tablette und Servietten kann man in den Kochenprodukten finden. Pentik stellt auch Textilien, Einrichtungsgegenstände und Möbel her. Diese Produkte variieren von Bettzeug und Badetüchern bis Lampen und hölzerne Schmuckartikel.

## Pentik Studio
Im Pentik Studio wird handgearbeitete keramische Kunst für die Einrichtung des Hauses produziert, zumeist Schalen. Die Produkte werden in kleinen Serien hergestellt und von Hand dekoriert. Die Inspiration für die Kunst entstammt der Natur Lapplands. Im Jahr 2009 wurde neben dem Pentik Studio eine Galerie erbaut. Die Keramikausstellungen werden zweimal im Jahr erneuert.

## Dienstleistungen
Pentik bietet auch Dienstleistungen, wie Hochzeitservice, an. Pentik bietet unter seinen Serviceleistungen auch das Anlegen von Geschenkelisten und Wunschzetteln, zum Beispiel für Hochzeiten, an. Auch Geschenkgutscheine kann man kaufen. Für Unternehmen gibt es die Möglichkeit, Werbegeschenke zu bestellen. Diese Geschenkpakete können mit Hilfe von Pentik individuell geplant werden.
Pentik Lifestyle gibt Beispiele dafür, wie man sein Haus einrichten kann.